# Douglas XB-42 Mixmaster
Міксмастер» (Mixmaster, з англ. — «міксер»; військовий індекс на стадії розробки — XB-42) — експериментальний бомбардувальник, розроблений американською компанією «Douglas Aircraft Company» в 1943 році.

## Історія Створення
На початку 1943 року, колектив фірми Douglas під керівництвом Едварда Бьортона приступив до створення двомоторного бомбардувальника, здатного розганятись до швидкості 640 км/год, з бомбовим навантаженням 900 кг і дальністю польоту приблизно 3200 км. Проєкт передбачав оригінальне розміщення двох двигунів у хвостовій частині фюзеляжу зі співвісними штовхальними гвинтами, що значно зменшило б лобовий супротив, адже хвостове оперення і фюзеляж знаходились в спокійному повітряному потоці від гвинта. В травні 1943 року ескіз проєкту був представлений ВПС США.
Новий літак був прийнятий з ентузіазмом і 25 червня 1943 року ВПС підписали контракт  «Douglas» на будівництво двох літаючих прототипів та одного планера для статичних випробувань. Вони отримали назву ХА-42 «Міксмастер» («Змішувач коктейлів») — така назва з'явилась через гвинти протилежного обертання, які нагадували міксер. Спочатку літак класифікувався як штурмовик і отримав назву  XA-42 (від англ. experimental attack — експериментальний штурмовик). В такому варіанті він міг мати 16 кулеметів калібром  12,7 мм або одну 75-мм гармату і два кулемети, розміщені в носовій частині. 26 листопада 1943 року класифікацію літака було змінено зі штурмового позначення "ХА" на бомбардувальне ХВ (від англ. experimental bomber — експериментальний бомбардувальник ). Основним призначення нової машини були тактичні та стратегічні бомбові удари. Перший льотний прототип (серійний номер 43-50224) здійснив свій перший політ 6 травня.

## Випробування
Перший випробувальний політ здійснив пілот Боб Браш на авіабазі поблизу Палм-Спрінгс 6 травня 1944 року. Під час випробувань зразок показав високі льотні характеристики. Новий літак практично за всіма параметрами перевершував наймасовішу модифікацію швидкісного бомбардувальника союзників — британського Mosquito. XB-42, який мав у півтора рази більшу польотну масу та розміри, ніж бомбардувальник «Москіто», і оснащений силовою установкою такої ж потужності, міг літати з більшою швидкістю. При цьому він мав удвічі більше бомбового навантаження і значно перевищував дальність польоту останніх серійних В-17. Нормальне бойове навантаження складало 3600 кілограмів.
Також перший політ виявив певні недоліки конструкції. Літак мав схильність до рискання, недостатня курсова стійкість, підвищена вібрація повітряних гвинтів (особливо сильні вібрації були з відкритим бомбовим відсіком) та ненадійна система охолодження. Деякі ліхтарі ускладнювали взаємодії між льотчиками.
Другий прототип (серійний номер 43-50225) вперше полетів 1 серпня 1944. Він отримав нові двигуни V-1710-129. Після першого польоту, змінили конструкцію зовнішніх обтічників кабіни, замість двох блістерів встановили 1 загальний ліхтар. В грудні 1945 року прототип вилетів з каліфорнійського Лонг-Біч, бомбардувальник здійснив трансконтинентальний переліт довжиною 3790 кілометрів в Боллінг-Філд (поблизу Вашингтона). Середня польотна швидкість складала 697,8 км/год. 16 грудня 1945 року, в ході чергового випробовування відмовив двигун і екіпажу довелось покидати літак, гвинти були відстрелені, літак був знищений.
Не зважаючи на гарні льотні характеристики, було вирішено не пускати літак в серійне виробництво. Програма швидкісного поршневого бомбардувальника була закрита, адже вже з'являлися перші реактивні літаки. Вже модернізований XB-42 почали використовувати для випробувань. Для оцінки можливостей реактивного двигуна, на літак було встановлено 2  двигуна Allison V-1710-133 потужністю по 1375 к.с, та 2 турбореактивні  Westinghouse 19ХВ-2А з тягою по 726 кгс, які кріпились під крилами на пілонах. Модернізований літак отримав індекс XB-42A та здійснив перший політ 27 травня 1945 року. Прототип загалом здійснив 22 вильоти загальною тривалістю 17 годин. Під час одного польоту літак досягнув максимальної швидкості 785 км/год, при цьому працювали всі 4 двигуни.
15 серпня 1945 року, при посадці, через велику швидкість літак отримав пошкодження, хоча літак був відремонтований, в повітря він більше не підіймався. Програма XB-42А була закрита 30 червня 1949, літак був переданий в Національний музей авіації та космонавтики в Райт-Паттерсон (штат Огайо).

## Модифікації
Douglas DC-8 "Skybus" — пасажирська модифікація XB-42, розрахований був на 40-48 місць в герметичній кабіні, проект закритий.
XB-43 "Jetmaster" — Перший американський реактивний бомбардувальник. Мав двигуни Дженерал Електрик J35, тягою по 2000 кгс кожен. Мав герметичну кабіну.